# Tagetes foetidissima
Tagetes foetidissima là một loài thực vật có hoa trong họ Cúc. Loài này được Hort. ex DC. miêu tả khoa học đầu tiên năm 1836.